# Ana Luiza du Bocage Neta
Ana Luiza du Bocage Neta (1956) es una bióloga, botánica, curadora, y profesora brasileña, que desarrolla, desde 2005, actividades académicas y científicas en la "Empresa Pernambucana de Pesquisa
Agropecuaria", del Instituto Agronómico de Pernambuco.

## Biografía
En 1977, obtuvo la licenciatura en Ciencias Biológicas por la Universidad Federal de Pernambuco, en 1995, y por la misma casa de altos estudios, un título de maestría en botánica, defendiendo la tesis Estudo taxonomico da familia Bombacaceae no estado de Pernambuco-Brasil, con la supervisión de la Dra. Margareth Ferreira de Sales (1956); y, en 2005, el doctorado en ciencias (botánica) por la Universidad Federal de Río Grande del Sur, siendo becaria del Consejo Nacional de Desenvolvimiento Científico y Tecnológico, CNPq, Brasil, como también para la maestría.
Actualmente es investigadora en el Instituto Agronómico de Pernambuco y revisora del periódico Rodriguésia. Tiene experiencia en botánica, con énfasis en taxonomía vegetal, actuando sobre taxonomía de Bombacaceae de Brasil.
Es autora en la identificación y nombramiento de nuevas especies para la ciencia, a abril de 2015, posee 18 nuevos registros de especies, especialmente de la familia Mimosaceae, y con énfasis del género Senegalia (véase más abajo el vínculo a IPNI).

## Algunas publicaciones
- DU BOCAGE, A. L.; SOUZA, Mariana Albuquerque de; MIOTTO, S. T. S.; GONÇALVES-ESTEVES, Vânia. 2008. Palinotaxonomia de espécies de Acacia (Leguminosae-Mimosoideae) no semi-árido brasileiro. Rodriguesia 59: 587-596

- ARAÚJO, Anderson Alves; ARAÚJO, Diogo; MARQUES, Juliana; MELO, Aline; MACIEL, Jefferson Rodrigues; IRAPUAN, Jorge; PONTES, Tiago; LUCENA, Maria de Fátima; DU BOCAGE, A. L.; ALVES, Marccus. 2008. Diversity of Agiosperms in Fragments of Atlantic Forest in the State of Pernambuco, Northeastern Brazil. Bioremediation, Biodiversity & Bioavailability 2: 14-26

- DU BOCAGE, A. L.; MIOTTO, S. T. S. 2006. Acacia globosa e Acacia limae, duas novas espécies de Leguminosae-Mimosoideae para o Brasil. Rodriguesia, Brasil 57 (1): 131-136

- DU BOCAGE, A. L.; QUEIROZ, L. P. 2006. New combinations in Senegalia Raf. (Leguminosae-Mimosoideae). Neodiversity (Feira de Santana) 1: 11-12

- DU BOCAGE, A. L.; MIOTTO, S. T. S. 2005. Duas novas espécies de Acacia Mill. (Leguminosae-Mimosoideae) para o Brasil. Bradea (Río de Janeiro), Río de Janeiro XI: 11-16

- DU BOCAGE, A. L.; SALES, M. F. 2002. A família Bombacaceae Kunth no estado de Pernambuco-Brasil. Acta Botanica Brasilica, Brasil 16 (2): 123-139

- DU BOCAGE, A. L. 2000. Vegetação e flora de uma área de caatinga nos Cariris Velhos (semi-árido nordestino). Pesquisa Agropecuária Pernambucana, Recife 12: 11-17

- DU BOCAGE, A. L.; SALES, M. F. 2000. Pseudobombax marginatum (A.St.-Hil.) A.Robyns Um novo registro para Pernambuco, região Nordeste do Brasil. ERNSTIA, Venezuela 10: 95-103

- PEREIRA, Rita de Cássia Araújo; ARAÚJO LIMA, Maria José; DU BOCAGE, Ana Luiza. 1999. Vegetação e flora de uma área da caatinga do semi-árido Nordestino-Brasil. In: Boletim da Sociedade Broteriana LXIX: 27-34 - ISSN 0081-0657

## Capítulos de libros
En Manual de Práticas Laboratoriais - Um guia para pesquisa. 1ª ed. Recife, Instituto Agronômico de Pernambuco - IPA. 2013
- DU BOCAGE, A. L.; GALLINDO, F. A. T.; CANO, M. O. O.; FIGUEREDO, C. I. P.; VIANA, A. M. B.; SANTOS, M. C. S.; PEREIRA, R. C. A. Biodiversidade Vegetal, Botânica Taxonômica e Econômica - Laboratório de Botânica/ Herbário - IPA - Dárdano de Andrade Lima., p. 281-294
- PEREIRA, R. C. A.; DU BOCAGE, A. L.; GALLINDO, F. A. T.; CANO, M. O. O.; SANTOS, M. C. S. Procedimentos de coleta e acondicionamento de amostras de plantas, p. 17-28.

- DU BOCAGE, A. L.; SALES, M. F. 2002. A família Bombacaceae no estado de Pernambuco. In: Marcelo Tabarelli: José Maria Cardoso da Silva (org.) Diagnostico da Biodiversidade de Pernmabuco. Recife: Massangana, v. 1, p. 313-317

En Everardo V.S.B. Sampaio; Ana M. Giulietti; Jair Virgínio; Cíntia F.L. Gamarra-Rojas (orgs.) Vegetação e Flora da Caatinga. Recife, Associação Plantas do Nordeste - APNE, 2002
- DU BOCAGE, A. L. Distribuição das espécies de Bombacaceae na Caatinga, v. 1, p. 119-120
- DU BOCAGE, A. L. Espécies Endêmicas da Caatinga, v. 1, p. 103-118

- DU BOCAGE, A. L. 1998. Bombacaceae. In: Maria Jesus Nogueira Rodal; Margareth Ferreira Sales; Simon Mayo (orgs.) Plantas vasculares das florestas serranas de Pernambuco. Recife: Universidade Federal Rural de Pernambuco, v. 1, p. 53

## En Congresos
- MARQUES, J. S.; DU BOCAGE, A. L. 2006. Levantamento da família Leguminosae Juss. no município de Buíque - PE, Brasil. In: XXIXª Reuníão Nordestina de Botânica, Mossoró.
- DU BOCAGE, A. L. ; MIOTTO, S. T. S. 2005. Acacia Mill. (Leguminosae-Mimosoideae) no semi-árido brasileiro. In: 56.º Congresso Nacional de Botânica, Curitiba.
- DU BOCAGE, A. L.; MIOTTO, S. T. S. 2004. Distribuição das espécies do gênero Acacia (Leguminosae-Mimosoideae) no semi-árido brasileiro. In: 55 Congresso Nacional de Botânica, Viçosa.
- DU BOCAGE, A. L. 2000. A Coleção Bento Pickel do Herbário IPA Dárdano de Andrade Lima. In: RESUMO 51.er CONGRESSO NACIONAL DE BOTÂNICA, BRASÍLIA.
- DU BOCAGE, A. L.; PEREIRA, R. C. A.; LIMA, V. C. 1998. Leguminosae arbóreas e abustivas das caatingas de Pernambuco. In: XLIV Congresso Nacional de Botânica, Salvador BA: Sociedade Botânica do Brasil, p. 356

- DU BOCAGE, A. L.; SALES, M. F. 1998. Estudo taxonomico sobre a família Bombacaceae no estado de Pernambuco-Brasil. In: VII Congresso Latino Americano de Botânica, México, p. 296

## Honores[7]

### Revisora de periódicos
- 2006 - actual. Periódico: Rodriguesia

### Membresías
- Sociedad Botánica de Brasil[9]

- Portal:Biografías. Contenido relacionado con Botánica.
- Portal:Biología. Contenido relacionado con Taxonomía.